# راحية خوصية
الرَّاحِيَّة الخوصية أو الدَّلْسِيّ (الاسم العلمي: Palmaria palmata)، عشبة حمراء مائلة إلى الارجواني، تنمو في المياه الباردة نسبيا في المحيطين الأطلسي والهادئ قد عرفت من مئات السنين في شمال أمريكا وأوروبا.

## الأنواع والاستخدامات
اوراق الدلسي طرية تشبه اوراق الواكامي ،تشوى جافة وتسحق وتطحن وتنثر كالبودرة على السلطة والحساء والخضر ،كذلك يمكن طهيها في الفرن.

## فوائده
الدلسي سهلة الهضم، تفيد الدورة الدموية ،ويعالج نقيعها تساقط الشعر وتنشط الخلايا على استيعاب البروتيين.

## المصدر
- طعام المايكروبيوتك الموسع لمريم نور(بتصرف).